# كريستوس فوليكاكيس
كريستوس فوليكاكيس (باليونانية: Χρήστος Βολικάκης)‏ مواليد 25 مارس 1988 في فولوس، هو دراج يوناني. شارك في دورة الألعاب الأولمبية الصيفية.

## روابط خارجية
- كريستوس فوليكاكيس على موقع الاتحاد الدولي للدراجات (الإنجليزية)
- كريستوس فوليكاكيس على موقع أرشيف الدراجات (الإنجليزية)
- كريستوس فوليكاكيس على موقع إحصائيات الدراجات الإحترافية (الإنجليزية)
- كريستوس فوليكاكيس على موقع نسبة الدراجات (الإنجليزية)
- كريستوس فوليكاكيس على موقع أوليمبيديا (الإنجليزية)